# أندرويد 15
أندرويد 15 (بالإنجليزية: Android 15)‏ هو الإصدار الخامس عشر من سلسلة الإصدارات الكبرى، والإصدار الثاني والعشرون من نظام التشغيل "أندرويد"، الذي تتولى تطويره "الاتحاد المفتوح للهواتف النقالة" بقيادة شركة جوجل.
وقد أُطلق أول إصدار تجريبي خاص بالمطورين في السادس عشر من فبراير سنة 2024م، ثم تبعه أول إصدار تجريبي عام (بيتا) في الحادي عشر من أبريل من العام ذاته، فيما أُطلقت الشيفرة المصدرية النهائية في الثالث من سبتمبر 2024م.
وقد صدر أندرويد 15 رسميًا لأجهزة جوجل بكسل في الخامس عشر من أكتوبر 2024م.
وبحسب إحصاءات مارس 2025م، فقد بلغت نسبة الأجهزة التي تعمل بهذا الإصدار 7.56% من مجموع أجهزة أندرويد.

## تاريخ
يحمل أندرويد 15 اسمًا رمزيًا داخليًا هو "آيس كريم الفانيلا". وقد صدر أول إصدار تجريبي خاص بالمطورين (DP1) في 16 فبراير 2024م، تلاه الإصدار الثاني (DP2) في 21 مارس من العام نفسه.
أما أول إصدار تجريبي عام (بيتا 1)، فقد أُطلق في 11 أبريل 2024م، مشتملاً على تحديثات شملت العرض الافتراضي للتطبيقات بملء الشاشة، وخاصية أرشفة التطبيقات. ثم جاء الإصدار التجريبي الثاني في 15 مايو 2024م، مضيفًا مزايا مثل المساحة الخاصة، وتحسين معاينات الأدوات المصغرة، وتطوير ميزة الصورة داخل الصورة. أما الإصدار التجريبي الثالث، فقد صدر في 18 يونيو 2024م، متضمنًا تحسينات على إدارة المفاتيح الرقمية وأدوات الاعتماد. وأعقبه الإصدار التجريبي الرابع والأخير في الثامن عشر من يوليو 2024م، وفيه أُدخلت تحسينات مثل الرسوم التنبؤية للرجوع، ومشاركة شاشة التطبيقات، بما يتيح للمستخدمين تسجيل تطبيق واحد دون الحاجة إلى تسجيل كامل الشاشة.
وقد أُطلق أندرويد 15 رسميًا لأجهزة بكسل في 15 أكتوبر 2024م.

## الخصائص
أشارت الملاحظات الرسمية للإصدار التجريبي الأول إلى أن الخصائص التالية ستُدرج في أندرويد 15:
- صندوق الخصوصية (Privacy Sandbox).
- اتصال الصحة (Health Connect).
- سلامة الملفات (File Integrity).
- مشاركة الشاشة الجزئية.
- التحكم بالكاميرا من داخل التطبيقات.
- الأداء الديناميكي (Dynamic Performance).
- الإشعارات الحساسة.
- تهدئة الإشعارات (Notification Cooldown).

وقد اكتشف بعض المهتمين مزايا أخرى قيد التطوير، يرجّح أن تُدرج لاحقًا، منها: إعادة تقديم أدوات قفل الشاشة، التي كانت قد أُضيفت في أندرويد 4.2 ثم أُزيلت في أندرويد 5.0، فضلًا عن خاصية قياس صحة البطارية، وأرشفة التطبيقات، وتفعيل الأوامر الصوتية، والمساحة الخاصة، وزوج التطبيقات، وتحسين أسلوب تعدد المهام والنوافذ في وضع سطح المكتب.
وقد جاء إصدار DP2 بمزايا إضافية، منها: تحسين التوافق مع شبكات الأقمار الاصطناعية، وتطوير قارئ PDF المدمج، ودعم أرشفة التطبيقات.
أما إصدار DP2.1، فقد أضاف تحسينات، مثل: السماح للتطبيقات بعرض المحتوى بملء الشاشة مع أشرطة نظام شفافة، ودعم أرشفة وإلغاء أرشفة التطبيقات في متاجر التطبيقات الخارجية، وتحسين دعم لغة بريل، والتشفير الكامل لمفاتيح جهات الاتصال، إلى جانب ميزات أخرى موجّهة للمطورين.
أما الشيفرة المصدرية فقد حملت معها تحسينات إضافية، منها: إعادة تصميم لوحة التوثيق، وتحسين إعدادات الخصوصية والأمان، وتحديث لوحة التحكم بالصوت، وإدخال الرسوم التنبؤية للعودة، ومعالجة بعض مشكلات الصوت عبر البلوتوث.
وقد أضيفت في النسخة المستقرة خصائص مثل: إعادة تصميم مدير بيانات الاعتماد، وإلغاء دعم WebSQL.
يدعم أندرويد 15 معيار الصور HDR المعروف باسم ISO 21496-1، الذي يتيح التوافق مع الشاشات التقليدية SDR.
وتُشفّر هذه الصور وتُفك شيفرتها بالتزامن مع معيار Ultra HDR.
ويُذكر أن شركة آبل قد اعتمدت هذا المعيار بدءًا من iOS 18، مما يفتح الباب أمام توافق العرض بين المنصات.
يعتمد أندرويد 15 في الأساس على نواة لينكس بالإصدار 6.6، وإن كانت بعض الأجهزة ما تزال تعمل بإصدارات أقدم مثل 5.15 و6.1، ولا سيما أجهزة بكسل.

## وصلات خارجية
- الموقع الرسمي